# Guillermo Moncada
José Guillermo Moncada Veranes (25. června 1841 Santiago de Cuba – 5. dubna 1895 tamtéž) byl kubánský generál, účastník války za nezávislost. Pro svou urostlou postavu byl znám pod augmentativem křestního jména Guillermón.
Byl synem propuštěného otroka a vyučil se tesařem. Po vypuknutí povstání proti španělské koloniální nadvládě nad Kubou v roce 1868 vstoupil do osvobozenecké armády a pro své válečnické schopnosti to dotáhl až na generála. Spolu s Calixtem Garcíou patřil k revolucionářům, kteří pokračovali v boji i po podepsání zanjónského míru, kapituloval až v roce 1880. Pak byl šest let internován na Portoriku a Baleárských ostrovech, znovu byl koloniálními úřady vězněn v letech 1893 až 1894. Navzdory podlomenému zdraví se v únoru 1895 zapojil do další fáze války za nezávislost a José Martí ho jmenoval velitelem provincie Oriente, ale záhy nato zemřel na tuberkulózu.
V jeho rodném Santiagu je po něm pojmenován baseballový stadion Estadio Guillermón Moncada a také bývalá kasárna Moncada, kde v červenci 1953 začalo povstání proti diktatuře Fulgencia Batisty, které vedl Fidel Castro.